# Vagn

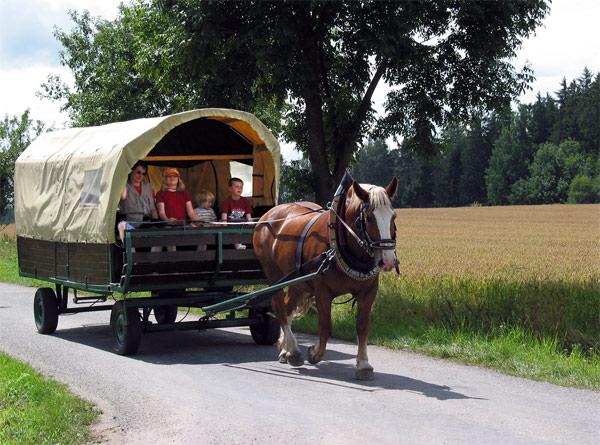
En hästdragen, täckt vagn i Tjeckien

En vagn avser normalt ett transportmedel avsett för färd på fast underlag med vanligen två hjulaxlar och fyra hjul, som saknar egen framdrivningsanordning och därför dras eller skjuts av någon eller något. Underlaget kan vara obanad mark, väg eller järnväg.
Ordet vagn används även om vissa tvåhjuliga fordon (kärror) såsom till exempel gigg och sulky.
Vagnar kan ta upp hela vikten på sina axlar. Men de kan även bara ta en större del av lasten varvid resterande last tas upp av ett dragfordon. Man talar då om släpvagn eller trailers.
Vagnar kan även avse ett hjulförsett lasthjälpmedel avsedda att dras eller skjutas av fotgängare, och räknas då inte som fordon. Exempel på denna typ av vagn är barnvagn, dockvagn och kundvagn.

## Vagn i betydelsen maskinelement
Vagn kalls en flyttbar logisk eller fysisk enhet i en maskin som oftast är rörlig i x, y eller z-led. Lagringen på vagnen kan vara av flera typer: Gejder, någon form av kul- eller rullager, glidlager, magnetlagring eller luftlagring.

## Historik
Kärran är tvivelsutan en äldre konstruktion än vagnen där den syns i stridsyxekulturerna vid slutet av det tredje årtusendet f. K. De blev hjulförsedda från det fjärde årtusendet f. Kr. och förekom i historisk tid över större delen av Eurasien.
Till Europa kom den hjulförsedda vagnen med stridsyxekulturerna vid slutet av det tredje årtusendet f. Kr. Hjulförsedda fordon saknas däremot i de nordamerikanska högkulturerna liksom i de delar av Afrika som inte påverkats av medelhavskulturerna.
Som föregångare till kärran brukar man uppfatta släpan, och ur dessa båda huvudformer, den gaffelformade med två dragare samt bårsläpan med två dragstänger och en dragare, har man också velat härleda de båda huvudformerna av kärror, en- och tvåbetskärrorna.
Vagnen i sin tur anses ha uppkommit genom att man kopplade ihop två parspända kärror med den bakres tistelstång på sådant sätt att det främre hjulparet kunde vridas i sidled.
Fyrhjuliga vagnar fanns redan i den sumeriska kulturen ca 2500 f.Kr. – en sådan återfanns i Shubads grav från 1:a dynastin i Ur och på ”Standaret från Ur” kan man se tvåhjuliga stridsvagnar. De äldsta dragdjuren var oxar och åsnor, eventuellt vildåsnor (onagrer).
Från ca 2000 f. Kr. utnyttjades hästar för detta ändamål, samtidigt som de massiva hjulen ersattes med ekerförsedda. Ett resultat av denna utveckling var de antika och främreorientaliska stridsvagnarna, som i sin tur revolutionerade krigskonsten.
För fredligt bruk utvecklades konstruktion och utnyttjande av kärror och vagnar särskilt starkt under den romerska kejsartiden, men förspännings- och draganordningarna var outvecklade: man har beräknat att högst 60-70 % av djurens dragkraft kunde utnyttjas.
Vagnar avbildas också på hällristningar från nordisk bronsålder, 1500- 500 f.Kr. I Norden var vagnar och kärror länge främst arbetsredskap och de har även använts inom kulten. Persontransporter skedde huvudsakligen på hästrygg, men i tidig medeltid infördes även här reskärror, på 1300- och 1400-talen avlösta av resvagnar (sådana fanns för övrigt i allmänt bruk i romersk kejsartid).
Från 1500-talet försågs sådana fordon med fjädring i form av upphängning i remmar och så småningom med metallfjädring. När järnvägarna på 1800-talet slog ut hästvagnarna hade en rad former med större eller mindre grad av komfort och olika användningsområden utvecklats som t.ex. charabang, diligens, hypoteksvagnar, kalesch, kupé och landå.
I Sverige var användningen av kärror länge typiskt för området norr om fäbodsgränsen, där vägarna var så usla att vagnar knappast kunde användas och vintertransporter med slädar var mera ändamålsenliga. Söder om fäbodsgränsen dominerade vagnen; endast i Västergötland och andra delar av västra Sverige förekom vagnar och kärror i större utsträckning sida vid sida. Genom olika utbytbara överreden kunde fordonens användning varieras – skrinda, flakvagn, kolryss o.s.v.